# Ukrajna az 1996. évi nyári olimpiai játékokon
Ukrajna az egyesült államokbeli Atlantában megrendezett 1996. évi nyári olimpiai játékok egyik részt vevő nemzete volt. Az országot az olimpián 22 sportágban 231 sportoló képviselte, akik összesen 23 érmet szereztek. Ukrajna önállóan először vett részt a nyári olimpiai játékokon.

## Érmesek
| Érem  | Versenyző | Sportág    | Versenyszám                 |
| ----- | --- | ---------- | --------------------------- |
| Arany | Inesza Kravec | Atlétika   | Női hármasugrás             |
| Arany | Vjacseszlav Olijnik | Birkózás   | Kötöttfogás, 90 kg          |
| Arany | Volodimir Klicsko | Ökölvívás  | Szupernehézsúly             |
| Arany | Timur Tajmazov | Súlyemelés | 108 kg                      |
| Arany | Rusztam Saripov | Torna      | Férfi korlát                |
| Arany | Lilija Podkopajeva | Torna      | Női egyéni összetett        |
| Arany | Lilija Podkopajeva | Torna      | Női talaj                   |
| Arany | Katerina Szerebrjanszka | Torna      | Egyéni ritmikus gimnasztika |
| Arany | Jevhen Braszlavec Ihor Matvijenko                                                                                             | Vitorlázás | Férfi 470-es osztály        |
| Ezüst | Olena Ronzsina-Morozova Inna Frolova Szvitlana Mazij Gyina Miftahutgyinova                                                    | Evezés     | Női négypárevezős           |
| Ezüst | Lilija Podkopajeva | Torna      | Női gerenda                 |
| Bronz | Olekszandr Bahacs | Atlétika   | Férfi súlylökés             |
| Bronz | Olekszandr Krikun | Atlétika   | Férfi kalapácsvetés         |
| Bronz | Inha Babakova | Atlétika   | Női magasugrás              |
| Bronz | Andrij Kalasnikov | Birkózás   | Kötöttfogás, 52 kg          |
| Bronz | Elbrusz Tedejev | Birkózás   | Szabadfogás, 62 kg          |
| Bronz | Zaza Zazirov | Birkózás   | Szabadfogás, 68 kg          |
| Bronz | Olena Szadovnicsa | Íjászat    | Női egyéni                  |
| Bronz | Oleh Kirjuhin | Ökölvívás  | Papírsúly                   |
| Bronz | Denisz Hotfrid | Súlyemelés | 99 kg                       |
| Bronz | Rusztam Saripov Jurij Jermakov Ihor Korobcsinszkij Oleh Koszjak Hrihorij Miszjutyin Volodimir Samenko Olekszandr Szvitlicsnij | Torna      | Férfi csapat összetett      |
| Bronz | Olena Vitricsenko | Torna      | Egyéni ritmikus gimnasztika |
| Bronz | Ruszlana Taran Olena Paholcsik                                                                                                | Vitorlázás | Női 470-es osztály          |

## Atlétika
Férfi
| Versenyző                                                                | Versenyszám     | Előfutam | Előfutam | Előfutam | Negyeddöntő | Negyeddöntő | Negyeddöntő | Elődöntő | Elődöntő | Elődöntő | Döntő         | Döntő         |
| Versenyző                                                                | Versenyszám     | Idő      | Hely.    | Össz.    | Idő         | Hely.       | Össz.       | Idő      | Hely.    | Össz.    | Idő           | Helyezés      |
| ------------------------------------------------------------------------ | --------------- | -------- | -------- | -------- | ----------- | ----------- | ----------- | -------- | -------- | -------- | ------------- | ------------- |
| Szerhij Oszovics                                                         | 100 m           | 10,29    | 3.       | 19.*     | 10,38       | 7.          | 31.***      | kiesett  | kiesett  | kiesett  | kiesett       | kiesett       |
| Kosztyantin Rurak                                                        | 100 m           | 10,37    | 2.       | 33.*     | 10,47       | 7.          | 39.*        | kiesett  | kiesett  | kiesett  | kiesett       | kiesett       |
| Vladiszlav Dolohogyin                                                    | 200 m           | 20,57    | 2.       | 12.*     | 20,65       | 6.          | 24.*        | kiesett  | kiesett  | kiesett  | kiesett       | kiesett       |
| Andrij Bulkovszkij                                                       | 1500 m          | 3:53,30  | 10.      | 52.      |             |             |             | kiesett  | kiesett  | kiesett  | kiesett       | kiesett       |
| Kosztyantin Rurak Szerhij Oszovics Oleh Kramarenko Vladiszlav Dolohogyin | 4 × 100 m váltó | 38,90    | 1.       | 4.       |             |             |             | 38,56    | 3.       | 5.       | 38,55         | 4.            |
| Pjotro Szarafinyuk                                                       | Maraton         |          |          |          |             |             |             |          |          |          | 2:20:37       | 43.           |
| Vitalij Popovics                                                         | 50 km gyaloglás |          |          |          |             |             |             |          |          |          | nem ért célba | nem ért célba |

| Versenyző              | Versenyszám   | Selejtező                | Selejtező                | Döntő                 | Döntő    |
| Versenyző              | Versenyszám   | Eredmény                 | Helyezés                 | Eredmény              | Helyezés |
| ---------------------- | ------------- | ------------------------ | ------------------------ | --------------------- | -------- |
| Vjacseszlav Tirtisnyik | Magasugrás    | 226 cm                   | 16.                      | kiesett               | kiesett  |
| Vaszil Bubka           | Rúdugrás      | érvényes kísérlet nélkül | érvényes kísérlet nélkül | kiesett               | kiesett  |
| Vitalij Kirilenko      | Távolugrás    | 777 cm                   | 26.                      | kiesett               | kiesett  |
| Volodimir Kravcsenko   | Hármasugrás   | 16,90 m                  | 8.                       | 16,62 m               | 10.      |
| Olekszandr Bahacs      | Súlylökés     | 20,23 m                  | 5.                       | 20,75 m               |          |
| Roman Virasztyuk       | Súlylökés     | 19,81 m                  | 7.                       | 20,45 m               | 6.       |
| Olekszandr Klimenko    | Súlylökés     | 19,45 m                  | 10.                      | érvényes dobás nélkül | 12.      |
| Vitalij Szidorov       | Diszkoszvetés | 63,42 m                  | 4.                       | 63,78 m               | 7.       |
| Andrij Kohanovszkij    | Diszkoszvetés | 57,90 m                  | 28.                      | kiesett               | kiesett  |
| Olekszandr Krikun      | Kalapácsvetés | 75,78 m                  | 10.                      | 80,02 m               |          |
| Andrij Szkvaruk        | Kalapácsvetés | 77,48 m                  | 6.                       | 79,92 m               | 4.       |

| Versenyző        | Versenyszám | 100 m | 100 m | Távolugrás | Távolugrás | Súlylökés | Súlylökés | Magasugrás | Magasugrás | 400 m | 400 m | 110 m gát  | 110 m gát  | Diszkoszvetés | Diszkoszvetés | Rúdugrás   | Rúdugrás   | Gerelyhajítás | Gerelyhajítás | 1500 m     | 1500 m     | Végeredmény   | Végeredmény   |
| Versenyző        | Versenyszám | Idő   | Pont  | Eredmény   | Pont       | Eredmény  | Pont      | Eredmény   | Pont       | Idő   | Pont  | Idő        | Pont       | Eredmény      | Pont          | Eredmény   | Pont       | Eredmény      | Pont          | Idő        | Pont       | Pont          | Helyezés      |
| ---------------- | ----------- | ----- | ----- | ---------- | ---------- | --------- | --------- | ---------- | ---------- | ----- | ----- | ---------- | ---------- | ------------- | ------------- | ---------- | ---------- | ------------- | ------------- | ---------- | ---------- | ------------- | ------------- |
| Vitalij Kolpakov | Tízpróba    | 11,15 | 827   | 753 cm     | 942        | 14,33 m   | 749       | 207 cm     | 868        | 48,12 | 903   | 14,30      | 936        | 45,66 m       | 780           | 480 cm     | 849        | 53,58 m       | 642           | 5:05,41    | 529        | 8025          | 22.           |
| Lev Lobogyin     | Tízpróba    | 10,85 | 894   | 735 cm     | 898        | 15,57 m   | 825       | 195 cm     | 758        | 48,96 | 863   | nem indult | nem indult | nem indult    | nem indult    | nem indult | nem indult | nem indult    | nem indult    | nem indult | nem indult | nem ért célba | nem ért célba |

Női
| Versenyző                                                     | Versenyszám     | Előfutam | Előfutam | Előfutam | Negyeddöntő   | Negyeddöntő   | Negyeddöntő   | Elődöntő | Elődöntő | Elődöntő | Döntő         | Döntő         |
| Versenyző                                                     | Versenyszám     | Idő      | Hely.    | Össz.    | Idő           | Hely.         | Össz.         | Idő      | Hely.    | Össz.    | Idő           | Helyezés      |
| ------------------------------------------------------------- | --------------- | -------- | -------- | -------- | ------------- | ------------- | ------------- | -------- | -------- | -------- | ------------- | ------------- |
| Irina Puha                                                    | 100 m           | 11,36    | 4.       | 21.*     | 11,42         | 6.            | 19.           | kiesett  | kiesett  | kiesett  | kiesett       | kiesett       |
| Zsanna Pintuszevics-Blok                                      | 100 m           | 11,20    | 1.       | 9.       | 11,14         | 2.            | 6.            | 11,14    | 4.       | 9.**     | 11,14         | 8.            |
| Zsanna Pintuszevics-Blok                                      | 200 m           | 23,15    | 4.       | 19.      | 23,68         | 8.            | 31.           | kiesett  | kiesett  | kiesett  | kiesett       | kiesett       |
| Viktorija Fomenko                                             | 200 m           | 23,18    | 4.       | 21.*     | 23,44         | 8.            | 24.*          | kiesett  | kiesett  | kiesett  | kiesett       | kiesett       |
| Jana Manuiljova                                               | 400 m           | 52,51    | 6.       | 27.      | 52,82         | 8.            | 30.           | kiesett  | kiesett  | kiesett  | kiesett       | kiesett       |
| Olena Rurak                                                   | 400 m           | 52,92    | 5.       | 33.*     | kiesett       | kiesett       | kiesett       | kiesett  | kiesett  | kiesett  | kiesett       | kiesett       |
| Ljubov Klocsko                                                | Maraton         |          |          |          |               |               |               |          |          |          | nem ért célba | nem ért célba |
| Natalija Hrihorjeva                                           | 100 m gát       | 13,16    | 6.       | 27.*     | 12,96         | 6.            | 17.           | kiesett  | kiesett  | kiesett  | kiesett       | kiesett       |
| Olena Ovcsarova-Kraszovszka                                   | 100 m gát       | 13,23    | 5.       | 31.      | 13,16         | 8.            | 27.           | kiesett  | kiesett  | kiesett  | kiesett       | kiesett       |
| Nagyija Bodrova                                               | 100 m gát       | 13,22    | 5.       | 30.      | nem ért célba | nem ért célba | nem ért célba | kiesett  | kiesett  | kiesett  | kiesett       | kiesett       |
| Tetyana Terescsuk                                             | 400 m gát       | 55,82    | 2.       | 14.*     |               |               |               | 55,34    | 8.       | 14.      | kiesett       | kiesett       |
| Viktorija Fomenko Ljudmila Koscsej Jana Manuiljova Olha Moroz | 4 × 400 m váltó | 3:28,16  | 5.       | 5.       |               |               |               | kiesett  | kiesett  | kiesett  | kiesett       | kiesett       |
| Tetyana Rahozina                                              | 10 km gyaloglás |          |          |          |               |               |               |          |          |          | 46:25         | 30.           |

| Versenyző            | Versenyszám   | Selejtező             | Selejtező             | Döntő    | Döntő    |
| Versenyző            | Versenyszám   | Eredmény              | Helyezés              | Eredmény | Helyezés |
| -------------------- | ------------- | --------------------- | --------------------- | -------- | -------- |
| Inha Babakova        | Magasugrás    | 193 cm                | 1.                    | 201 cm   |          |
| Viktorija Sztyopina  | Magasugrás    | 185 cm                | 20.***                | kiesett  | kiesett  |
| Olena Sehovcova      | Távolugrás    | 670 cm                | 5.                    | 697 cm   | 5.       |
| Viktorija Versinyina | Távolugrás    | érvényes ugrás nélkül | érvényes ugrás nélkül | kiesett  | kiesett  |
| Inesza Kravec        | Távolugrás    | érvényes ugrás nélkül | érvényes ugrás nélkül | kiesett  | kiesett  |
| Inesza Kravec        | Hármasugrás   | 14,57 m               | 3.                    | 15,33 m  |          |
| Olena Hovorova       | Hármasugrás   | 14,60 m               | 2.                    | 14,09 m  | 9.       |
| Olena Hluszovics     | Hármasugrás   | 14,38 m               | 8.                    | 13,81 m  | 11.      |
| Viktorija Pavlis     | Súlylökés     | 19,04 m               | 6.                    | 19,30 m  | 4.       |
| Valentina Fegyusina  | Súlylökés     | 19,22 m               | 4.                    | 17,99 m  | 12.      |
| Olena Antonova       | Diszkoszvetés | 57,92 m               | 29.                   | kiesett  | kiesett  |

* - egy másik versenyzővel azonos eredményt ért el

** - két másik versenyzővel azonos eredményt ért el

*** - három másik versenyzővel azonos eredményt ért el

## Birkózás
Kötöttfogású
| Versenyző           | Versenyszám | 32-es főtábla                    | Nyolcaddöntő                       | Negyeddöntő                    | Elődöntő                         | Vigaszág 2. kör                       | Vigaszág 3. kör                   | Vigaszág 4. kör                  | Vigaszág 5. kör               | Vigaszág 6. kör                   | Bronz- mérkőzés                                               | Döntő                      | Helyezés |
| Versenyző           | Versenyszám | Ellenfél Eredmény                | Ellenfél Eredmény                  | Ellenfél Eredmény              | Ellenfél Eredmény                | Ellenfél Eredmény                     | Ellenfél Eredmény                 | Ellenfél Eredmény                | Ellenfél Eredmény             | Ellenfél Eredmény                 | Ellenfél Eredmény                                             | Ellenfél Eredmény          | Helyezés |
| ------------------- | ----------- | -------------------------------- | ---------------------------------- | ------------------------------ | -------------------------------- | ------------------------------------- | --------------------------------- | -------------------------------- | ----------------------------- | --------------------------------- | ------------------------------------------------------------- | -------------------------- | -------- |
| Andrij Kalasnikov   | 52 kg       | Armen Nazarjan (ARM) · 0–10      |                                    |                                |                                  | Pappu Dzsadav (IND) · 11–0            | Valentin Rebegea (ROU) · 3–1      | Alfred Ter-Mkrtchyan (GER) · 3–0 | Dariusz Jabłoński (POL) · 8–5 | Jordan Anev (BUL) · 5–0           | Szamvel Danyijeljan (RUS) · 4–1                               |                            |          |
| Ruszlan Hakimov     | 57 kg       | Remigijus Šukevičius (LTU) · 5–1 | Agaszi Manukján (ARM) · 11–0       | Jurij Melnyicsenko (KAZ) · 1–8 |                                  |                                       |                                   | Aigars Jansons (LAT) · 9–4       | erőnyerő                      | Rifat Yildiz (GER) · 3–2          | Sheng Zetian (CHN) · 0–4                                      |                            | 4.       |
| Hrihorij Kamisenko  | 62 kg       | Winston Santos (VEN) · 10–0      | Mhitar Manoukjan (ARM) · 3–2       | erőnyerő                       | Włodzimierz Zawadzki (POL) · 2–8 |                                       |                                   |                                  |                               | Mehmet Akif Pirim (TUR) · 1–2     | Az 5. helyért · Ivan Ivanov (BUL) · 0–3                       |                            | 6.       |
| Rusztam Adzsi       | 68 kg       | Marko Yli-Hannuksela (FIN) · 2–6 |                                    |                                |                                  | Kim Jongil (Kim Yeong-Il) (KOR) · 2–1 | Alekszandr Tretyjakov (RUS) · 1–3 | kiesett                          | kiesett                       | kiesett                           | kiesett                                                       |                            | 13.      |
| Artur Dzihazov      | 74 kg       | Nazmi Avluca (TUR) · 3–0         | Erik Hahn (GER) · 2–1              | erőnyerő                       | Marko Asell (FIN) · 0–10         |                                       |                                   |                                  |                               | Józef Tracz (POL) · 1–3           | Az 5. helyért · Mnacakan Iszkandarjan (RUS) · mérkőzés nélkül |                            | kizárták |
| Vjacseszlav Olijnik | 90 kg       | Fahr-ud-Din Hodžić (BIH) · 12–0  | Szergej Matvijenko (KAZ) · 4–1     | Maik Bullmann (GER) · 4–2      | Hakkı Başar (TUR) · 3–0          |                                       |                                   |                                  |                               |                                   |                                                               | Jacek Fafiński (POL) · 6–0 |          |
| Heorhij Szoldadze   | 100 kg      | Juan Diego Giraldo (COL) · 4–0   | Tejmuraz Egyiserasvili (RUS) · 6–3 | Mikael Ljungberg (SWE) · 0–5   |                                  |                                       |                                   | Igor Grabovetchi (MDA) · 2–2     |                               |                                   | A 7. helyért · Todor Manov (BUL) · mérkőzés nélkül            |                            | 7.       |
| Petro Kotok         | 130 kg      | Raul Dgvoreli (TJK) · 5–0        | Matt Ghaffari (USA) · 0–3          |                                |                                  |                                       | Kékes György (HUN) · 4–0          | Juha Ahokas (FIN) · 2–0          | erőnyerő                      | Panajótisz Pikilídisz (GRE) · 3–1 | Serghei Mureico (MDA) · 0–1                                   |                            | 4.       |

Szabadfogású
| Versenyző           | Versenyszám | 32-es főtábla                  | Nyolcaddöntő                | Negyeddöntő                                  | Elődöntő                          | Vigaszág 2. kör               | Vigaszág 3. kör                          | Vigaszág 4. kör         | Vigaszág 5. kör                     | Vigaszág 6. kör                 | Bronz- mérkőzés                               | Döntő             | Helyezés |
| Versenyző           | Versenyszám | Ellenfél Eredmény              | Ellenfél Eredmény           | Ellenfél Eredmény                            | Ellenfél Eredmény                 | Ellenfél Eredmény             | Ellenfél Eredmény                        | Ellenfél Eredmény       | Ellenfél Eredmény                   | Ellenfél Eredmény               | Ellenfél Eredmény                             | Ellenfél Eredmény | Helyezés |
| ------------------- | ----------- | ------------------------------ | --------------------------- | -------------------------------------------- | --------------------------------- | ----------------------------- | ---------------------------------------- | ----------------------- | ----------------------------------- | ------------------------------- | --------------------------------------------- | ----------------- | -------- |
| Viktor Jeftenyi     | 48 kg       | Vugar Orudzsov (RUS) · 6–4     | Kim Il (PRK) · 0–3          |                                              |                                   |                               | Luvsan–Ishiin Sergelenbaatar (MGL) · 5–1 | Alexis Vila (CUB) · 0–8 | kiesett                             | kiesett                         | kiesett                                       |                   | 10.      |
| Volodimir Tohuzov   | 52 kg       | Omar Kedjaouer (ALG) · 10–0    | Maulen Mamirov (KAZ) · 1–3  |                                              |                                   |                               | Csecsen-Ool Mongus (RUS) · 1–2           | kiesett                 | kiesett                             | kiesett                         | kiesett                                       |                   | 10.      |
| Aszlanbek Fidarov   | 57 kg       | Damir Zakhartdinov (UZB) · 3–5 |                             |                                              |                                   | Arif Abdullayev (AZE) · 0–11  | kiesett                                  | kiesett                 | kiesett                             | kiesett                         | kiesett                                       |                   | 18.      |
| Elbrusz Tedejev     | 62 kg       | Tjaart du Plessis (RSA) · 5–1  | Demeter István (HUN) · 11–1 | Csang Dzseszong (Jang Jae-Seong) (KOR) · 1–3 |                                   |                               |                                          | erőnyerő                | Ramil Islamov (UZB) · 5–4           | Giovanni Schillaci (ITA) · 10–3 | Vada Takahiro (JPN) · 3–1                     |                   |          |
| Zaza Zazirov        | 68 kg       | Ibo Oziti (NGR) · 10–0         | Küllo Kõiv (EST) · 5–0      | Vagyim Bogijev (RUS) · 4–6                   |                                   |                               |                                          | Aleh Hohal (BLR) · 6–1  | erőnyerő                            | Hvang Cshangho (KOR) · 7–0      | Yosvany Sánchez (CUB) · 8–6                   |                   |          |
| Szerhij Hubrinyuk   | 82 kg       | Orlando Rosa (PUR) · 3–1       | Les Gutches (USA) · 0–4     |                                              |                                   |                               | Gusman Jabrailov (MDA) · 0–3             | kiesett                 | kiesett                             | kiesett                         | kiesett                                       |                   | 16.      |
| Dzsambolat Tedejev  | 90 kg       | Robert Kostecki (POL) · 5–4    | Heiko Balz (GER) · 4–1      | erőnyerő                                     | Rasoul Khadem Azgadhi (IRI) · 0–3 | Eldar Kurtanidze (GEO) · 4–10 |                                          |                         |                                     |                                 | Az 5. helyért · Victor Kodei (NGR) · 12–0     |                   | 5.       |
| Szagid Murtazalijev | 100 kg      | erőnyerő                       | Arawat Sabejew (GER) · 13–3 | Kurt Angle (USA) · 3–4                       |                                   |                               |                                          | Oleg Ladik (CAN) · 4–1  | Szjarhej Kavalevszki (BLR) · 4–8    |                                 | A 7. helyért · Oleg Ladik (CAN) · 3–1         |                   | 7.       |
| Merabi Valijev      | 130 kg      | Mahmut Demir (TUR) · 1–1       |                             |                                              |                                   | erőnyerő                      | Amarjit Singh (GBR) · 4–0                | Feng Aigang (CHN) · 3–1 | Alekszandr Kovalevszkij (KGZ) · 1–3 |                                 | A 7. helyért · Pétrosz Búrndulisz (GRE) · 5–1 |                   | 7.       |

## Cselgáncs
Férfi
| Versenyző         | Versenyszám | Selejtező         | 32-es főtábla            | Nyolcaddöntő              | Negyeddöntő       | Elődöntő          | Vigaszág első kör         | Vigaszág negyeddöntő | Vigaszág elődöntő | Bronz- mérkőzés   | Döntő             | Helyezés |
| Versenyző         | Versenyszám | Ellenfél Eredmény | Ellenfél Eredmény        | Ellenfél Eredmény         | Ellenfél Eredmény | Ellenfél Eredmény | Ellenfél Eredmény         | Ellenfél Eredmény    | Ellenfél Eredmény | Ellenfél Eredmény | Ellenfél Eredmény | Helyezés |
| ----------------- | ----------- | ----------------- | ------------------------ | ------------------------- | ----------------- | ----------------- | ------------------------- | -------------------- | ----------------- | ----------------- | ----------------- | -------- |
| Karen Balajan     | Váltósúly   | erőnyerő          | Jason Morris (USA) · V   | kiesett                   | kiesett           | kiesett           |                           |                      |                   |                   |                   | 21.      |
| Ruszlan Masurenko | Középsúly   | erőnyerő          | Sergio Murray (AHO) · GY | Adrian Croitoru (ROU) · V |                   |                   | Josida Hidehiko (JPN) · V | kiesett              | kiesett           | kiesett           |                   | 13.      |

Női
| Versenyző         | Versenyszám  | Selejtező                          | Nyolcaddöntő              | Negyeddöntő              | Elődöntő                 | Vigaszág első kör | Vigaszág negyeddöntő | Vigaszág elődöntő | Bronz- mérkőzés         | Döntő             | Helyezés |
| Versenyző         | Versenyszám  | Ellenfél Eredmény                  | Ellenfél Eredmény         | Ellenfél Eredmény        | Ellenfél Eredmény        | Ellenfél Eredmény | Ellenfél Eredmény    | Ellenfél Eredmény | Ellenfél Eredmény       | Ellenfél Eredmény | Helyezés |
| ----------------- | ------------ | ---------------------------------- | ------------------------- | ------------------------ | ------------------------ | ----------------- | -------------------- | ----------------- | ----------------------- | ----------------- | -------- |
| Tetyana Beljajeva | Félnehézsúly | Marie Michele St. Louis (MRI) · GY | Simona Richter (ROU) · GY | Ylenia Scapin (ITA) · GY | Ulla Werbrouck (BEL) · V |                   |                      |                   | Diadenys Luna (CUB) · V |                   | 5.       |

## Evezés
Férfi
| Versenyző | Versenyszám   | Előfutam | Előfutam | Vigaszág | Vigaszág | Elődöntő | Elődöntő | Elődöntő | Döntő | Döntő   | Döntő | Helyezés |
| Versenyző | Versenyszám   | Idő      | Hely.    | Idő      | Hely.    | Típus    | Idő      | Hely.    | Típus | Idő     | Hely. | Helyezés |
| --- | ------------- | -------- | -------- | -------- | -------- | -------- | -------- | -------- | ----- | ------- | ----- | -------- |
| Olekszandr Himics | Egypárevezős  | 7:57,05  | 4.       | 7:56,15  | 3.       | C/D      | 7:31,24  | 4.       | D     | 7:40,54 | 1.    | 19.      |
| Olekszandr Marcsenko Olekszandr Zaszkalko Mikola Csuprina Leonyid Saposnikov                                                                         | Négypárevezős | 6:13,04  | 4.       | 5:51,51  | 2.       | A/B      | 6:05,65  | 5.       | B     | 5:53,46 | 1.    | 7.       |
| Jevhen Saronyin Roman Hrinevics Vitalij Rajevszkij Valerij Szamara Oleh Likov Ihor Martinenko Ihor Mohilnij Olekszandr Kapusztyin Hrihorij Dmitrenko | Nyolcas       | 5:55,32  | 5.       | 5:42,43  | 4.       |          |          |          | B     | 5:44,89 | 4.    | 10.      |

Női
| Versenyző                                                         | Versenyszám   | Előfutam | Előfutam | Vigaszág | Vigaszág | Elődöntő | Elődöntő | Elődöntő | Döntő | Döntő   | Döntő | Helyezés |
| Versenyző                                                         | Versenyszám   | Idő      | Hely.    | Idő      | Hely.    | Típus    | Idő      | Hely.    | Típus | Idő     | Hely. | Helyezés |
| ----------------------------------------------------------------- | ------------- | -------- | -------- | -------- | -------- | -------- | -------- | -------- | ----- | ------- | ----- | -------- |
| Tetyana Usztyuzsanyina Olena Reutova                              | Kétpárevezős  | 7:27,12  | 3.       |          |          | A/B      | 7:28,53  | 5.       | B     | 6:53,96 | 2.    | 8.       |
| Olena Ronzsina Inna Frolova Szvitlana Mazij Gyina Miftahutgyinova | Négypárevezős | 6:46,17  | 4.       | 6:19,11  | 1.       |          |          |          | A     | 6:30,36 | 2.    |          |

## Íjászat
Férfi
| Versenyző                                                    | Versenyszám | Selejtező | Selejtező | 64-es főtábla                         | 32-es főtábla                        | Nyolcaddöntő                                                                 | Negyeddöntő                                                                      | Elődöntő          | Döntő             | Helyezés |
| Versenyző                                                    | Versenyszám | Pont      | Kiemelt   | Ellenfél Eredmény                     | Ellenfél Eredmény                    | Ellenfél Eredmény                                                            | Ellenfél Eredmény                                                                | Ellenfél Eredmény | Ellenfél Eredmény | Helyezés |
| ------------------------------------------------------------ | ----------- | --------- | --------- | ------------------------------------- | ------------------------------------ | ---------------------------------------------------------------------------- | -------------------------------------------------------------------------------- | ----------------- | ----------------- | -------- |
| Sztanyiszlav Zabrodszkij                                     | Egyéni      | 664       | 16.       | Jubzang Jubzang (BHU) (49.) · 156–156 | Tommi Tuovila (FIN) (48.) · 163–142  | Michele Frangilli (ITA) (1.) · 160–170                                       | kiesett                                                                          | kiesett           | kiesett           | 13.      |
| Valerij Jeveckij                                             | Egyéni      | 659       | 23.       | Wu Tsung-Yi (TPE) (42.) · 159–156     | Matteo Bisiani (ITA) (10.) · 152–163 | kiesett                                                                      | kiesett                                                                          | kiesett           | kiesett           | 31.      |
| Olekszandr Jacenko                                           | Egyéni      | 649       | 37.       | Samo Medved (SLO) (28.) · 150–161     | kiesett                              | kiesett                                                                      | kiesett                                                                          | kiesett           | kiesett           | 57.      |
| Olekszandr Jacenko Valerij Jeveckij Sztanyiszlav Zabrodszkij | Csapat      | 649       | 6.        |                                       |                                      | Kanada (CAN) · Jeannot Robitaille · Rob Rusnov · Kevin Sally (11.) · 238–225 | Egyesült Államok (USA) · Justin Huish · Butch Johnson · Rod White (3.) · 240–251 | kiesett           | kiesett           | 7.       |

Női
| Versenyző                                           | Versenyszám | Selejtező | Selejtező | 64-es főtábla                               | 32-es főtábla                         | Nyolcaddöntő                                                                                          | Negyeddöntő                                                                                                  | Elődöntő                                         | Döntő                                                 | Helyezés |
| Versenyző                                           | Versenyszám | Pont      | Kiemelt   | Ellenfél Eredmény                           | Ellenfél Eredmény                     | Ellenfél Eredmény                                                                                     | Ellenfél Eredmény                                                                                            | Ellenfél Eredmény                                | Ellenfél Eredmény                                     | Helyezés |
| --------------------------------------------------- | ----------- | --------- | --------- | ------------------------------------------- | ------------------------------------- | --- | --- | ------------------------------------------------ | ----------------------------------------------------- | -------- |
| Olena Szadovnicsa                                   | Egyéni      | 663       | 5.        | Ugyen Ugyen (BHU) (60.) · 153–126           | Katarzyna Klata (POL) (28.) · 158–151 | Joanna Nowicka-Kwaśna (POL) (12.) · 161–158                                                           | Kim Dzsoszun (Kim Jo-Sun) (KOR) (4.) · 108–105                                                               | Kim Gjonguk (Kim Gyeong-Uk) (KOR) (8.) · 109–111 | Bronzmérkőzés · Elif Altınkaynak (TUR) (6.) · 109–102 |          |
| Lina Heraszimenko                                   | Egyéni      | 673       | 1.        | Jennifer Mbuta (KEN) (64.) · 156–126        | Wang Xiaozhu (CHN) (32.) · 152–156    | kiesett                                                                                               | kiesett | kiesett                                          | kiesett                                               | 23.      |
| Natalija Biluha                                     | Egyéni      | 605       | 54.       | Loedmila Arzjannikova (NED) (11.) · 141–149 | kiesett                               | kiesett                                                                                               | kiesett | kiesett                                          | kiesett                                               | 55.      |
| Natalija Biluha Lina Heraszimenko Olena Szadovnicsa | Csapat      | 605       | 4.        |                                             |                                       | Indonézia (INA) · Danahuri Dahliana · Hamdiah Damanhuri · Nurfitriyana Saiman-Lantang (13.) · 246–208 | Lengyelország (POL) · Iwona Dzięcioł-Marcinkiewicz · Katarzyna Klata · Joanna Nowicka-Kwaśna (12.) · 235–242 | kiesett                                          | kiesett                                               | 5.       |

## Kajak-kenu

### Síkvízi
Férfi
| Versenyző                                                              | Versenyszám         | Előfutam | Előfutam | Előfutam | Vigaszág | Vigaszág | Vigaszág | Elődöntő | Elődöntő | Elődöntő | Döntő    | Döntő    |
| Versenyző                                                              | Versenyszám         | Idő      | Hely.    | Össz.    | Idő      | Hely.    | Össz.    | Idő      | Hely.    | Össz.    | Idő      | Helyezés |
| ---------------------------------------------------------------------- | ------------------- | -------- | -------- | -------- | -------- | -------- | -------- | -------- | -------- | -------- | -------- | -------- |
| Vladiszlav Terescsenko                                                 | Kajak egyes 500 m   | 1:45,523 | 7.       | 18.      | 1:44,143 | 5.       | 8.       | 1:41,883 | 6.       | 13.      | kiesett  | kiesett  |
| Vladiszlav Terescsenko                                                 | Kajak egyes 1000 m  | 3:51,772 | 5.       | 13.      | 4:08,681 | 4.       | 9.       | 3:56,649 | 9.       | 18.      | kiesett  | kiesett  |
| Vjacseszlav Kulida Olekszij Szlivinszkij Andrij Borzukov Andrij Petrov | Kajak négyes 1000 m | 3:16,297 | 6.       | 11.      |          |          |          | 3:05,643 | 4.       | 8.       | kiesett  | kiesett  |
| Mihajlo Szlivinszkij                                                   | Kenu egyes 500 m    | 1:54,283 | 4.       | 4.       |          |          |          | 1:52,093 | 1.       | 1.       | 1:51,714 | 4.       |
| Roman Bundz                                                            | Kenu egyes 1000 m   | 4:26,555 | 2.       | 6.       |          |          |          | erőnyerő | erőnyerő | erőnyerő | 4:02,078 | 7.       |
| Olekszandr Litvinenko Olekszij Ihrajev                                 | Kenu kettes 500 m   | 1:46,652 | 2.       | 9.       | erőnyerő | erőnyerő | erőnyerő | 1:51,010 | 9.       | 18.      | kiesett  | kiesett  |
| Olekszandr Litvinenko Olekszij Ihrajev                                 | Kenu kettes 1000 m  | 4:13,683 | 6.       | 9.       |          |          |          | 3:46,845 | 3.       | 6.       | kiesett  | kiesett  |

Női
| Versenyző                                                                 | Versenyszám        | Előfutam | Előfutam | Előfutam | Vigaszág | Vigaszág | Vigaszág | Elődöntő | Elődöntő | Elődöntő | Döntő   | Döntő    |
| Versenyző                                                                 | Versenyszám        | Idő      | Hely.    | Össz.    | Idő      | Hely.    | Össz.    | Idő      | Hely.    | Össz.    | Idő     | Helyezés |
| ------------------------------------------------------------------------- | ------------------ | -------- | -------- | -------- | -------- | -------- | -------- | -------- | -------- | -------- | ------- | -------- |
| Katerina Jurcsenko Hanna Balabanova                                       | Kajak kettes 500 m | 1:48,436 | 4.       | 13.      | 1:54,373 | 3.       | 6.       | 1:48,857 | 7.       | 13.      | kiesett | kiesett  |
| Katerina Jurcsenko Natalija Fekliszova Tetyana Szemikina Hanna Balabanova | Kajak négyes 500 m | 1:43,381 | 6.       | 12.      |          |          |          | 1:40,092 | 4.       | 8.       | kiesett | kiesett  |

## Kerékpározás

### Országúti kerékpározás
Férfi
| Versenyző           | Versenyszám   | Idő             | Helyezés      |
| ------------------- | ------------- | --------------- | ------------- |
| Szerhij Usakov      | Mezőnyverseny | 4:56:25 (+2:29) | 14.           |
| Andrij Csmil        | Mezőnyverseny | 4:56:44 (+2:48) | 33.           |
| Oleh Pankov         | Mezőnyverseny | 4:56:45 (+2:49) | 43.           |
| Volodimir Pulnyikov | Mezőnyverseny | nem ért célba   | nem ért célba |
| Mihajlo Halilov     | Mezőnyverseny | nem ért célba   | nem ért célba |

Női
| Versenyző        | Versenyszám   | Idő             | Helyezés |
| ---------------- | ------------- | --------------- | -------- |
| Natalija Kiscsuk | Mezőnyverseny | 2:37:06 (+0:53) | 30.      |

### Pálya-kerékpározás
Üldözőversenyek
| Versenyző                                                                                 | Versenyszám  | Selejtező | Selejtező | Negyeddöntő                                                                                        | Negyeddöntő | Elődöntő     | Elődöntő  | Döntő        | Döntő     | Helyezés |
| Versenyző                                                                                 | Versenyszám  | Idő       | Hely.     | Ellenfél Idő                                                                                       | Saját idő   | Ellenfél Idő | Saját idő | Ellenfél Idő | Saját idő | Helyezés |
| ----------------------------------------------------------------------------------------- | ------------ | --------- | --------- | -------------------------------------------------------------------------------------------------- | ----------- | ------------ | --------- | ------------ | --------- | -------- |
| Andrij Jacenko                                                                            | Férfi egyéni | 4:30,751  | 8.        | Andrea Collinelli (ITA) · 4:19,153                                                                 | lekörözték  | kiesett      | kiesett   | kiesett      | kiesett   | 7.       |
| Bohdan Bondarev Olekszandr Fedenko Andrij Jacenko Szerhij Matvjejev Olekszandr Szimonenko | Férfi csapat | 4:11,545  | 4.        | Oroszország (RUS) · Eduard Gricun · Nyikolaj Kuznyecov · Alekszej Markov · Anton Santir · 4:08,785 | 4:12,794    | kiesett      | kiesett   | kiesett      | kiesett   | 7.       |

Időfutam
| Név             | Versenyszám  | Idő      | Helyezés |
| --------------- | ------------ | -------- | -------- |
| Bohdan Bondarev | Férfi egyéni | 1:05,658 | 11.      |

Pontversenyek
| Név             | Versenyszám       | Pont | Körhátrány | Helyezés |
| --------------- | ----------------- | ---- | ---------- | -------- |
| Vaszil Jakovlev | Férfi pontverseny | 24   | 0          | 4.       |

## Kosárlabda

### Női
| Ukrán női kosárlabdacsapat-játékoskeret                                                                           | Ukrán női kosárlabdacsapat-játékoskeret                                                                                  |
| --- | --- |
| - Ruszlana Kiricsenko - Viktorija Burenko - Olena Zsirko - Marina Tkacsenko - Ljudmila Nazarenko - Olena Oberenko | - Viktorija Paragyiz - Viktorija Leleka - Okszana Dovhaljuk - Gyiana Szadovnyikova - Natalija Sziljanova - Olha Silakova |

#### Eredmények
Csoportkör
B csoport
| Csapat                 | M | Gy | V | P+  | P–  | Pk   | P  |
| ---------------------- | - | -- | - | --- | --- | ---- | -- |
| Egyesült Államok (USA) | 5 | 5  | 0 | 507 | 339 | +168 | 10 |
| Ukrajna (UKR)          | 5 | 3  | 2 | 354 | 358 | –4   | 8  |
| Ausztrália (AUS)       | 5 | 3  | 2 | 369 | 319 | +50  | 8  |
| Kuba (CUB)             | 5 | 2  | 3 | 365 | 377 | –12  | 7  |
| Dél-Korea (KOR)        | 5 | 2  | 3 | 347 | 389 | –42  | 7  |
| Zaire (COD)            | 5 | 0  | 5 | 287 | 447 | –160 | 5  |

| 1996. július 21. | Zaire (COD)         | 65–81     | Ukrajna (UKR)       | Atlanta Játékvezetők: Yi Cui (CHN), Janice Deakin (CAN) |
| 1996. július 21. | (26–45) Jegyzőkönyv |           |                     | Atlanta Játékvezetők: Yi Cui (CHN), Janice Deakin (CAN) |
| 1996. július 21. | Mabika 14           | Pont      | Tkacsenko 27        | Atlanta Játékvezetők: Yi Cui (CHN), Janice Deakin (CAN) |
| 1996. július 21. | Ngalula, Tshijuka 7 | Lepattanó | Nazarenko 9         | Atlanta Játékvezetők: Yi Cui (CHN), Janice Deakin (CAN) |
| 1996. július 21. | Kamanga 4           | Gólpassz  | Zsirko, Tkacsenko 5 | Atlanta Játékvezetők: Yi Cui (CHN), Janice Deakin (CAN) |

| 1996. július 23. | Egyesült Államok (USA) | 98–65     | Ukrajna (UKR)       | Atlanta Játékvezetők: Hidetoshi Ishida (JPN), Gennaro Colucci (ITA) |
| 1996. július 23. | (52–34) Jegyzőkönyv    |           |                     | Atlanta Játékvezetők: Hidetoshi Ishida (JPN), Gennaro Colucci (ITA) |
| 1996. július 23. | Nazarenko 14           | Pont      | Bolton-Holifield 21 | Atlanta Játékvezetők: Hidetoshi Ishida (JPN), Gennaro Colucci (ITA) |
| 1996. július 23. | Silakova 5             | Lepattanó | Leslie 9            | Atlanta Játékvezetők: Hidetoshi Ishida (JPN), Gennaro Colucci (ITA) |
| 1996. július 23. | négy játékos 2         | Gólpassz  | Swoopes 7           | Atlanta Játékvezetők: Hidetoshi Ishida (JPN), Gennaro Colucci (ITA) |

| 1996. július 25. | Dél-Korea (KOR)                                            | 72–67     | Ukrajna (UKR)       | Atlanta Játékvezetők: Jose Lapaix Guance (DOM), Tomislav Jovancic (YUG) |
| 1996. július 25. | (34–29) Jegyzőkönyv                                        |           |                     | Atlanta Játékvezetők: Jose Lapaix Guance (DOM), Tomislav Jovancic (YUG) |
| 1996. július 25. | Ju Jongdzsu (Yu Yeong-Ju), Cshon Unszuk (Cheon Eun-Suk) 14 | Pont      | Tkacsenko 21        | Atlanta Játékvezetők: Jose Lapaix Guance (DOM), Tomislav Jovancic (YUG) |
| 1996. július 25. | Csong Szonmin 7                                            | Lepattanó | Tkacsenko 11        | Atlanta Játékvezetők: Jose Lapaix Guance (DOM), Tomislav Jovancic (YUG) |
| 1996. július 25. | Cson Dzsuvon (Jeon Ju-Won), Cshon Unszuk (Cheon Eun-Suk) 5 | Gólpassz  | Zsirko, Tkacsenko 3 | Atlanta Játékvezetők: Jose Lapaix Guance (DOM), Tomislav Jovancic (YUG) |

| 1996. július 27. | Ukrajna (UKR)       | 87–75     | Kuba (CUB)       | Atlanta Játékvezetők: Sally Bell (USA), Stylianos Koukoulekidis (GRE) |
| 1996. július 27. | (43–43) Jegyzőkönyv |           |                  | Atlanta Játékvezetők: Sally Bell (USA), Stylianos Koukoulekidis (GRE) |
| 1996. július 27. | Zsirko 22           | Pont      | Martínez 20      | Atlanta Játékvezetők: Sally Bell (USA), Stylianos Koukoulekidis (GRE) |
| 1996. július 27. | Nazarenko 8         | Lepattanó | Martínez 12      | Atlanta Játékvezetők: Sally Bell (USA), Stylianos Koukoulekidis (GRE) |
| 1996. július 27. | Tkacsenko 6         | Gólpassz  | Herrera, Henry 3 | Atlanta Játékvezetők: Sally Bell (USA), Stylianos Koukoulekidis (GRE) |

| 1996. július 29. | Ukrajna (UKR)        | 54–48     | Ausztrália (AUS) | Atlanta Játékvezetők: Juan Figueroa (PUR), Virun Thongpila (THA) |
| 1996. július 29. | (29–29) Jegyzőkönyv  |           |                  | Atlanta Játékvezetők: Juan Figueroa (PUR), Virun Thongpila (THA) |
| 1996. július 29. | Dovhaljuk 15         | Pont      | Timms 13         | Atlanta Játékvezetők: Juan Figueroa (PUR), Virun Thongpila (THA) |
| 1996. július 29. | Nazarenko 15         | Lepattanó | Sporn 10         | Atlanta Játékvezetők: Juan Figueroa (PUR), Virun Thongpila (THA) |
| 1996. július 29. | Burenko, Tkacsenko 3 | Gólpassz  | Timms 3          | Atlanta Játékvezetők: Juan Figueroa (PUR), Virun Thongpila (THA) |

Negyeddöntő
| 1996. július 31. 20:00 | Ukrajna (UKR)       | 59–50     | Olaszország (ITA) | Atlanta Játékvezetők: Miguel Betancor Leon (ESP), Janice Deakin (CAN) |
| 1996. július 31. 20:00 | (25–22) Jegyzőkönyv |           |                   | Atlanta Játékvezetők: Miguel Betancor Leon (ESP), Janice Deakin (CAN) |
| 1996. július 31. 20:00 | Nazarenko 16        | Pont      | Pollini 13        | Atlanta Játékvezetők: Miguel Betancor Leon (ESP), Janice Deakin (CAN) |
| 1996. július 31. 20:00 | Zsirko 15           | Lepattanó | Pollini 8         | Atlanta Játékvezetők: Miguel Betancor Leon (ESP), Janice Deakin (CAN) |
| 1996. július 31. 20:00 | Tkacsenko 6         | Gólpassz  | Fullin, Pollini 3 | Atlanta Játékvezetők: Miguel Betancor Leon (ESP), Janice Deakin (CAN) |

Elődöntők
| 1996. augusztus 2. 15:00 | Ukrajna (UKR)       | 60–81     | Brazília (BRA) | Atlanta Játékvezetők: Pascal Noel Dorizon (FRA), Jose Lapaix Guance (DOM) |
| 1996. augusztus 2. 15:00 | (36–48) Jegyzőkönyv |           |                | Atlanta Játékvezetők: Pascal Noel Dorizon (FRA), Jose Lapaix Guance (DOM) |
| 1996. augusztus 2. 15:00 | Zsirko 15           | Pont      | da Silva 24    | Atlanta Játékvezetők: Pascal Noel Dorizon (FRA), Jose Lapaix Guance (DOM) |
| 1996. augusztus 2. 15:00 | Szadovnyikova 6     | Lepattanó | de Oliveira 13 | Atlanta Játékvezetők: Pascal Noel Dorizon (FRA), Jose Lapaix Guance (DOM) |
| 1996. augusztus 2. 15:00 | Tkacsenko 5         | Gólpassz  | da Silva 6     | Atlanta Játékvezetők: Pascal Noel Dorizon (FRA), Jose Lapaix Guance (DOM) |

Bronzmérkőzés
| 1996. augusztus 4. 16:00 | Ukrajna (UKR)       | 56–66     | Ausztrália (AUS)    | Atlanta Játékvezetők: Antonio Soares De Campos (ANG), Janice Deakin (CAN) |
| 1996. augusztus 4. 16:00 | (24–33) Jegyzőkönyv |           |                     | Atlanta Játékvezetők: Antonio Soares De Campos (ANG), Janice Deakin (CAN) |
| 1996. augusztus 4. 16:00 | Zsirko 16           | Pont      | Brogan-Griffiths 19 | Atlanta Játékvezetők: Antonio Soares De Campos (ANG), Janice Deakin (CAN) |
| 1996. augusztus 4. 16:00 | Zsirko 9            | Lepattanó | Brogan-Griffiths 12 | Atlanta Játékvezetők: Antonio Soares De Campos (ANG), Janice Deakin (CAN) |
| 1996. augusztus 4. 16:00 | Zsirko, Nazarenko 3 | Gólpassz  | Timms 4             | Atlanta Játékvezetők: Antonio Soares De Campos (ANG), Janice Deakin (CAN) |

| Csapat        | Helyezés |
| ------------- | -------- |
| Ukrajna (UKR) | 4.       |

## Műugrás
Férfi
| Versenyző       | Versenyszám        | Selejtező | Selejtező | Elődöntő | Elődöntő | Döntő   | Döntő    |
| Versenyző       | Versenyszám        | Pont      | Helyezés  | Pont     | Helyezés | Pont    | Helyezés |
| --------------- | ------------------ | --------- | --------- | -------- | -------- | ------- | -------- |
| Makszim Lapin   | Egyéni műugrás     | 328,23    | 23.       | kiesett  | kiesett  | kiesett | kiesett  |
| Roman Vologykov | Egyéni műugrás     | 359,85    | 12.       | 570,15   | 12.      | 593,13  | 11.      |
| Roman Vologykov | Egyéni toronyugrás | 335,97    | 20.       | kiesett  | kiesett  | kiesett | kiesett  |
| Oleh Jancsenko  | Egyéni toronyugrás | 301,92    | 26.       | kiesett  | kiesett  | kiesett | kiesett  |

Női
| Versenyző          | Versenyszám        | Selejtező | Selejtező | Elődöntő | Elődöntő | Döntő   | Döntő    |
| Versenyző          | Versenyszám        | Pont      | Helyezés  | Pont     | Helyezés | Pont    | Helyezés |
| ------------------ | ------------------ | --------- | --------- | -------- | -------- | ------- | -------- |
| Irina Pisszareva   | Egyéni műugrás     | 269,43    | 10.       | 480,66   | 9.       | 448,02  | 12.      |
| Olena Zsupina      | Egyéni műugrás     | 286,47    | 3.        | 496,02   | 5.       | 507,27  | 5.       |
| Olena Zsupina      | Egyéni toronyugrás | 280,11    | 7.        | 451,35   | 6.       | 437,01  | 6.       |
| Szvitlana Szerbina | Egyéni toronyugrás | 244,05    | 18.       | 409,11   | 14.      | kiesett | kiesett  |

## Ökölvívás
| Versenyző              | Versenyszám     | Selejtező                          | Nyolcaddöntő                   | Negyeddöntő                   | Elődöntő                   | Döntő                      | Helyezés |
| Versenyző              | Versenyszám     | Ellenfél Eredmény                  | Ellenfél Eredmény              | Ellenfél Eredmény             | Ellenfél Eredmény          | Ellenfél Eredmény          | Helyezés |
| ---------------------- | --------------- | ---------------------------------- | ------------------------------ | ----------------------------- | -------------------------- | -------------------------- | -------- |
| Oleh Kirjuhin          | Papírsúly       | Abdul Rashid Qambrani (PAK) · 17–3 | Beibis Mendoza (COL) · 18–6    | Albert Guardado (USA) · 19–14 | Daniel Petrov (BUL) · 8–17 | kiesett                    |          |
| Szerhij Kovhanko       | Légsúly         | Darwin Angeles (HON) · 12–6        | Bolat Zsumagyilov (KAZ) · 4–21 | kiesett                       | kiesett                    | kiesett                    | 9.       |
| Jevhenyij Sesztakov    | Pehelysúly      | Szerafim Todorov (BUL) · 4–11      | kiesett                        | kiesett                       | kiesett                    | kiesett                    | 17.      |
| Szerhij Dzinziruk      | Váltósúly       | Parkpoom Jangphonak (THA) · 20–10  | Hasan Al (DEN) · 4–10          | kiesett                       | kiesett                    | kiesett                    | 9.       |
| Szerhij Horodnyicsov   | Nagyváltósúly   | Albert Eromosele (NGR) · 18–4      | Alfredo Duvergel (CUB) · 2–15  | kiesett                       | kiesett                    | kiesett                    | 9.       |
| Rosztiszlav Zaulicsnij | Félnehézsúly    | Temur Ibragimov (UZB) · 3–7        | kiesett                        | kiesett                       | kiesett                    | kiesett                    | 17.      |
| Volodimir Klicsko      | Szupernehézsúly | erőnyerő                           | Lawrence Clay-Bey (USA) · 10–8 | Attila Levin (SWE) · RSC      | Alekszej Lezin (RUS) · 4–1 | Paea Wolfgramm (TGA) · 7–3 |          |

RSC - a mérkőzésvezető megállította a mérkőzést

## Öttusa
| Versenyző         | Lövészet | Lövészet | Lövészet | Úszás   | Úszás | Úszás | Vívás    | Vívás | Vívás | Lovaglás | Lovaglás | Lovaglás | Lovaglás | Futás     | Futás | Futás | Összesen    | Összesen |
| Versenyző         | Pontszám | Pont     | Hely.    | Idő     | Pont  | Hely. | Eredmény | Pont  | Hely. | Idő      | Hibapont | Pont     | Hely.    | Idő       | Pont  | Hely. | Összes pont | Helyezés |
| ----------------- | -------- | -------- | -------- | ------- | ----- | ----- | -------- | ----- | ----- | -------- | -------- | -------- | -------- | --------- | ----- | ----- | ----------- | -------- |
| Heorhij Csimerisz | 173      | 1012     | 20.**    | 3:19,60 | 1276  | 11.   | 21–10    | 970   | 1.*   | 1:05,53  | 210      | 890      | 26.      | 14:13,044 | 1006  | 27.   | 5154        | 24.      |

* - egy másik versenyzővel azonos eredményt ért el

** - két másik versenyzővel azonos eredményt ért el

## Röplabda

### Női
| Ukrán női röplabdacsapat-játékoskeret                                                                             | Ukrán női röplabdacsapat-játékoskeret                                                                       |
| --- | --- |
| - Olha Kolomijec - Vita Matesik - Marija Poljakova - Olena Szidorenko - Tetyana Ivanyuskina - Rehina Miloszerdova | - Alla Kravec - Olha Pavlova - Natalija Bozsenova - Olekszandra Fomina - Julija Bujeva - Olena Krivonoszova |

#### Eredmények
Csoportkör
A csoport
|                        |      | Mérkőzések | Mérkőzések | Szettek | Szettek | Szettek | Pontok | Pontok | Pontok |
| Csapat                 | Pont | Gy         | V          | Sz+     | Sz–     | SzA     | P+     | P–     | PA     |
| ---------------------- | ---- | ---------- | ---------- | ------- | ------- | ------- | ------ | ------ | ------ |
| Kína (CHN)             | 10   | 5          | 0          | 15      | 3       | 5,000   | 256    | 181    | 1,414  |
| Egyesült Államok (USA) | 9    | 4          | 1          | 13      | 5       | 2,600   | 241    | 198    | 1,217  |
| Hollandia (NED)        | 8    | 3          | 2          | 10      | 7       | 1,429   | 211    | 179    | 1,179  |
| Dél-Korea (KOR)        | 7    | 2          | 3          | 10      | 9       | 1,111   | 249    | 222    | 1,122  |
| Japán (JPN)            | 6    | 1          | 4          | 3       | 12      | 0,250   | 158    | 199    | 0,794  |
| Ukrajna (UKR)          | 5    | 0          | 5          | 0       | 15      | 0,000   | 89     | 225    | 0,396  |

| 1996. július 20. 19:30 | Egyesült Államok (USA) | 3–0 | Ukrajna (UKR) | Atlanta Játékvezető: Dean Turner (AUS), Songsak Chareonpong (THA) |
| 1996. július 20. 19:30 | (15–8, 15–5, 15–11)    |     |               | Atlanta Játékvezető: Dean Turner (AUS), Songsak Chareonpong (THA) |

| 1996. július 22. 10:00 | Ukrajna (UKR)      | 0–3 | Japán (JPN) | Atlanta Játékvezető: Peter Henry (CAN), Josebel Palmeirim (BRA) |
| 1996. július 22. 10:00 | (9–15, 5–15, 4–15) |     |             | Atlanta Játékvezető: Peter Henry (CAN), Josebel Palmeirim (BRA) |

| 1996. július 24. 19:30 | Dél-Korea (KOR)     | 3–0 | Ukrajna (UKR) | Atlanta Játékvezető: Jose Sanler Diaz (CUB), Frank Leuthaeusser (GER) |
| 1996. július 24. 19:30 | (15–3, 15–10, 15–7) |     |               | Atlanta Játékvezető: Jose Sanler Diaz (CUB), Frank Leuthaeusser (GER) |

| 1996. július 26. 16:00 | Kína (CHN)         | 3–0 | Ukrajna (UKR) | Atlanta Játékvezető: Abdullah Al-Khlaifi (KSA), Fernando Nava Abarca (MEX) |
| 1996. július 26. 16:00 | (15–4, 15–4, 15–6) |     |               | Atlanta Játékvezető: Abdullah Al-Khlaifi (KSA), Fernando Nava Abarca (MEX) |

| 1996. július 28. 16:00 | Ukrajna (UKR)      | 0–3 | Hollandia (NED) | Atlanta Játékvezető: Pasquale Troia (ITA), Patrick Rachard (FRA) |
| 1996. július 28. 16:00 | (3–15, 5–15, 5–15) |     |                 | Atlanta Játékvezető: Pasquale Troia (ITA), Patrick Rachard (FRA) |

| Csapat        | Helyezés |
| ------------- | -------- |
| Ukrajna (UKR) | 11.      |

## Sportlövészet
Férfi
| Versenyző                | Versenyszám           | Selejtező | Selejtező | Döntő   | Döntő    |
| Versenyző                | Versenyszám           | Pont      | Helyezés  | Pont    | Helyezés |
| ------------------------ | --------------------- | --------- | --------- | ------- | -------- |
| Viktor Makarov           | Légpisztoly           | 579       | 12.****   | kiesett | kiesett  |
| Viktor Makarov           | Szabadpisztoly        | 556       | 20.****   | kiesett | kiesett  |
| Olekszandr Bliznyucsenko | Szabadpisztoly        | 555       | 25.**     | kiesett | kiesett  |
| Olekszandr Bliznyucsenko | Légpisztoly           | 577       | 19.***    | kiesett | kiesett  |
| Miroszlav Ihnatyuk       | Gyorstüzelő pisztoly  | 586       | 9.        | kiesett | kiesett  |
| Oleh Mihajlov            | Légpuska              | 582       | 32.       | kiesett | kiesett  |
| Oleh Mihajlov            | Sportpuska, fekvő     | 595       | 11.*****  | kiesett | kiesett  |
| Oleh Mihajlov            | Sportpuska, összetett | 1161      | 26.       | kiesett | kiesett  |
| Hennagyij Avramenko      | Futócéllövészet       | 563       | 15.*      | kiesett | kiesett  |
| Jevhen Heht              | Futócéllövészet       | 563       | 15.*      | kiesett | kiesett  |
| Dmitro Monakov           | Trap                  | 115       | 45.***    | kiesett | kiesett  |

Női
| Versenyző          | Versenyszám           | Selejtező | Selejtező | Döntő   | Döntő    |
| Versenyző          | Versenyszám           | Pont      | Helyezés  | Pont    | Helyezés |
| ------------------ | --------------------- | --------- | --------- | ------- | -------- |
| Leszja Leszkiv     | Sportpuska, összetett | 579       | 9.**      | kiesett | kiesett  |
| Leszja Leszkiv     | Légpuska              | 394       | 6.*       | 494,2   | 8.       |
| Tetyana Neszterova | Légpuska              | 388       | 29.*      | kiesett | kiesett  |
| Tetyana Neszterova | Sportpuska, összetett | 581       | 8.        | 673,3   | 8.       |

* - egy másik versenyzővel azonos eredményt ért el

** - két másik versenyzővel azonos eredményt ért el

*** - három másik versenyzővel azonos eredményt ért el

**** - négy másik versenyzővel azonos eredményt ért el

***** - nyolc másik versenyzővel azonos eredményt ért el

## Súlyemelés
| Versenyző                | Versenyszám | Szakítás                 | Szakítás                 | Lökés                    | Lökés                    | Összesen | Helyezés |
| Versenyző                | Versenyszám | Eredmény                 | Helyezés                 | Eredmény                 | Helyezés                 | Összesen | Helyezés |
| ------------------------ | ----------- | ------------------------ | ------------------------ | ------------------------ | ------------------------ | -------- | -------- |
| Olekszij Hizsnyak        | 70 kg       | 142,5                    | 15.*                     | 177,5                    | 12.*                     | 320,0    | 15.      |
| Olekszandr Bliscsik      | 83 kg       | 167,5                    | 6.                       | érvényes kísérlet nélkül | érvényes kísérlet nélkül | kiesett  | kiesett  |
| Oleh Csumak              | 91 kg       | 167,5                    | 8.*                      | 212,5                    | 4.*                      | 380,0    | 7.       |
| Denisz Hotfrid           | 99 kg       | 187,5                    | 1.*                      | 215,0                    | 3.*                      | 402,5    |          |
| Sztanyiszlav Ribalcsenko | 99 kg       | 182,5                    | 4.                       | 212,5                    | 6.                       | 395,0    | 4.       |
| Timur Tajmazov           | 108 kg      | 195,0                    | 2.*                      | 235,0                    | 1.                       | 430,0    |          |
| Ihor Razorjonov          | 108 kg      | érvényes kísérlet nélkül | érvényes kísérlet nélkül | kiesett                  | kiesett                  | kiesett  | kiesett  |

## Tenisz
Női
| Versenyző                       | Versenyszám | 32-es főtábla                                                                 | Nyolcaddöntő      | Negyeddöntő       | Elődöntő          | Bronz- mérkőzés   | Döntő             | Helyezés |
| Versenyző                       | Versenyszám | Ellenfél Eredmény                                                             | Ellenfél Eredmény | Ellenfél Eredmény | Ellenfél Eredmény | Ellenfél Eredmény | Ellenfél Eredmény | Helyezés |
| ------------------------------- | ----------- | ----------------------------------------------------------------------------- | ----------------- | ----------------- | ----------------- | ----------------- | ----------------- | -------- |
| Olha Luhina Natalija Medvegyeva | Páros       | Hollandia (NED) · Manon Bollegraf · Brenda Schultz-McCarthy · mérkőzés nélkül | kiesett           | kiesett           | kiesett           | kiesett           | kiesett           | 17.      |

## Tollaslabda
| Versenyző                                   | Versenyszám  | Selejtező                            | 32-es főtábla                                             | Nyolcaddöntő      | Negyeddöntő       | Elődöntő          | Döntő             | Helyezés |
| Versenyző                                   | Versenyszám  | Ellenfél Eredmény                    | Ellenfél Eredmény                                         | Ellenfél Eredmény | Ellenfél Eredmény | Ellenfél Eredmény | Ellenfél Eredmény | Helyezés |
| ------------------------------------------- | ------------ | ------------------------------------ | --------------------------------------------------------- | ----------------- | ----------------- | ----------------- | ----------------- | -------- |
| Vladiszlav Druzscsenko                      | Férfi egyes  | erőnyerő                             | Poul-Erik Høyer Larsen (DEN) · 7–15, 6–15                 | kiesett           | kiesett           | kiesett           | kiesett           | 17.      |
| Olena Nozdrany                              | Női egyes    | Zarinah Abdullah (SIN) · 3–11, 10–11 | kiesett                                                   | kiesett           | kiesett           | kiesett           | kiesett           | 33.      |
| Olena Nozdrany Viktorija Jevtusenko         | Női páros    |                                      | Kína (CHN) · Chen Ying · Peng Xinyong · 2–15, 15–11, 1–15 | kiesett           | kiesett           | kiesett           | kiesett           | 17.      |
| Viktorija Jevtusenko Vladiszlav Druzscsenko | Vegyes páros |                                      | Dánia (DEN) · Rikke Olsen · Michael Søgaard · 5–15, 5–15  | kiesett           | kiesett           | kiesett           | kiesett           | 17.      |

## Torna
Férfi
| Versenyző | Versenyszám      | Selejtező | Selejtező | Döntő    | Döntő    |
| Versenyző | Versenyszám      | Pontszám  | Helyezés  | Pontszám | Helyezés |
| --- | ---------------- | --------- | --------- | -------- | -------- |
| Rusztam Saripov | Talaj            | 18,875    | 38.*      | kiesett  | kiesett  |
| Rusztam Saripov | Ugrás            | 19,274    | 9.        | kiesett  | kiesett  |
| Rusztam Saripov | Korlát           | 19,200    | 9.*       | 9,837    |          |
| Rusztam Saripov | Nyújtó           | 18,887    | 44.       | kiesett  | kiesett  |
| Rusztam Saripov | Gyűrű            | 19,124    | 16.       | kiesett  | kiesett  |
| Rusztam Saripov | Lólengés         | 19,012    | 23.       | kiesett  | kiesett  |
| Rusztam Saripov | Egyéni összetett | 114,372   | 10.       | 57,712   | 8.       |
| Olekszandr Szvitlicsnij | Talaj            | 19,225    | 14.***    | kiesett  | kiesett  |
| Olekszandr Szvitlicsnij | Ugrás            | 19,062    | 37.       | kiesett  | kiesett  |
| Olekszandr Szvitlicsnij | Korlát           | 18,925    | 29.***    | kiesett  | kiesett  |
| Olekszandr Szvitlicsnij | Nyújtó           | 18,500    | 64.       | kiesett  | kiesett  |
| Olekszandr Szvitlicsnij | Gyűrű            | 19,224    | 10.       | kiesett  | kiesett  |
| Olekszandr Szvitlicsnij | Lólengés         | 18,950    | 29.**     | kiesett  | kiesett  |
| Olekszandr Szvitlicsnij | Egyéni összetett | 113,886   | 17.       | 57,698   | 9.       |
| Volodimir Samenko | Talaj            | 18,762    | 46.       | kiesett  | kiesett  |
| Volodimir Samenko | Ugrás            | 18,887    | 49.       | kiesett  | kiesett  |
| Volodimir Samenko | Korlát           | 19,025    | 20.*      | kiesett  | kiesett  |
| Volodimir Samenko | Nyújtó           | 19,037    | 27.*      | kiesett  | kiesett  |
| Volodimir Samenko | Gyűrű            | 19,000    | 25.**     | kiesett  | kiesett  |
| Volodimir Samenko | Lólengés         | 18,775    | 48.       | kiesett  | kiesett  |
| Volodimir Samenko | Egyéni összetett | 113,486   | 21.       | kiesett  | kiesett  |
| Ihor Korobcsinszkij | Talaj            | 18,675    | 54.**     | kiesett  | kiesett  |
| Ihor Korobcsinszkij | Ugrás            | 19,350    | 5.        | 9,568    | 7.       |
| Ihor Korobcsinszkij | Korlát           | 19,137    | 15.*      | kiesett  | kiesett  |
| Ihor Korobcsinszkij | Nyújtó           | 19,099    | 26.       | kiesett  | kiesett  |
| Ihor Korobcsinszkij | Gyűrű            | 18,750    | 49.**     | kiesett  | kiesett  |
| Ihor Korobcsinszkij | Lólengés         | 18,462    | 63.       | kiesett  | kiesett  |
| Ihor Korobcsinszkij | Egyéni összetett | 113,473   | 22.       | 57,211   | 15.*     |
| Oleh Koszjak | Talaj            | 9,450     | 98.       | kiesett  | kiesett  |
| Oleh Koszjak | Ugrás            | 18,225    | 87.*      | kiesett  | kiesett  |
| Oleh Koszjak | Korlát           | 18,450    | 57.**     | kiesett  | kiesett  |
| Oleh Koszjak | Nyújtó           | 18,975    | 31.**     | kiesett  | kiesett  |
| Oleh Koszjak | Gyűrű            | 18,775    | 47.       | kiesett  | kiesett  |
| Oleh Koszjak | Lólengés         | 9,375     | 101.      | kiesett  | kiesett  |
| Oleh Koszjak | Egyéni összetett | 93,250    | 83.       | kiesett  | kiesett  |
| Jurij Jermakov | Talaj            | 9,475     | 97.       | kiesett  | kiesett  |
| Jurij Jermakov | Korlát           | 19,012    | 22.*      | kiesett  | kiesett  |
| Jurij Jermakov | Nyújtó           | 18,850    | 46.*      | kiesett  | kiesett  |
| Jurij Jermakov | Gyűrű            | 9,400     | 99.       | kiesett  | kiesett  |
| Jurij Jermakov | Lólengés         | 18,875    | 34.*      | kiesett  | kiesett  |
| Jurij Jermakov | Egyéni összetett | 75,612    | 100.      | kiesett  | kiesett  |
| Hrihorij Miszjutyin | Talaj            | 19,362    | 5.        | 9,100    | 8.       |
| Hrihorij Miszjutyin | Ugrás            | 19,125    | 30.*      | kiesett  | kiesett  |
| Hrihorij Miszjutyin | Gyűrű            | 9,700     | 98.       | kiesett  | kiesett  |
| Hrihorij Miszjutyin | Lólengés         | 9,625     | 99.       | kiesett  | kiesett  |
| Hrihorij Miszjutyin | Egyéni összetett | 57,812    | 106.      | kiesett  | kiesett  |
| Rusztam Saripov Olekszandr Szvitlicsnij Volodimir Samenko Ihor Korobcsinszkij Oleh Koszjak Jurij Jermakov Hrihorij Miszjutyin | Csapat összetett |           |           | 571,541  |          |

Női
| Versenyző | Versenyszám      | Selejtező | Selejtező | Döntő    | Döntő    |
| Versenyző | Versenyszám      | Pontszám  | Helyezés  | Pontszám | Helyezés |
| --- | ---------------- | --------- | --------- | -------- | -------- |
| Lilija Podkopajeva | Talaj            | 19,612    | 2.        | 9,887    |          |
| Lilija Podkopajeva | Ugrás            | 19,287    | 19.       | kiesett  | kiesett  |
| Lilija Podkopajeva | Felemás korlát   | 19,662    | 2.*       | 9,787    | 5.**     |
| Lilija Podkopajeva | Gerenda          | 19,500    | 3.*       | 9,825    |          |
| Lilija Podkopajeva | Egyéni összetett | 78,061    | 1.        | 39,255   |          |
| Ljubov Seremeta | Talaj            | 19,387    | 20.       | kiesett  | kiesett  |
| Ljubov Seremeta | Ugrás            | 18,887    | 46.       | kiesett  | kiesett  |
| Ljubov Seremeta | Felemás korlát   | 19,237    | 29.**     | kiesett  | kiesett  |
| Ljubov Seremeta | Gerenda          | 19,012    | 20.       | kiesett  | kiesett  |
| Ljubov Seremeta | Egyéni összetett | 76,523    | 21.*      | 38,204   | 22.      |
| Szvitlana Zelepukina | Talaj            | 19,174    | 34.***    | kiesett  | kiesett  |
| Szvitlana Zelepukina | Ugrás            | 19,162    | 28.       | kiesett  | kiesett  |
| Szvitlana Zelepukina | Felemás korlát   | 19,300    | 25.       | kiesett  | kiesett  |
| Szvitlana Zelepukina | Gerenda          | 19,062    | 16.*      | kiesett  | kiesett  |
| Szvitlana Zelepukina | Egyéni összetett | 76,698    | 18.*      | 38,024   | 23.      |
| Hanna Mirhorodszka | Talaj            | 19,412    | 15.**     | kiesett  | kiesett  |
| Hanna Mirhorodszka | Ugrás            | 19,224    | 24.       | kiesett  | kiesett  |
| Hanna Mirhorodszka | Felemás korlát   | 19,125    | 38.*      | kiesett  | kiesett  |
| Hanna Mirhorodszka | Gerenda          | 18,762    | 33.       | kiesett  | kiesett  |
| Hanna Mirhorodszka | Egyéni összetett | 76,523    | 21.*      | kiesett  | kiesett  |
| Okszana Knyizsnyik | Talaj            | 19,262    | 28.       | kiesett  | kiesett  |
| Okszana Knyizsnyik | Ugrás            | 19,325    | 18.       | kiesett  | kiesett  |
| Okszana Knyizsnyik | Gerenda          | 18,937    | 23.*      | kiesett  | kiesett  |
| Okszana Knyizsnyik | Egyéni összetett | 57,524    | 83.       | kiesett  | kiesett  |
| Olena Saparna | Talaj            | 19,125    | 40.*      | kiesett  | kiesett  |
| Olena Saparna | Ugrás            | 19,137    | 31.*      | kiesett  | kiesett  |
| Olena Saparna | Felemás korlát   | 19,074    | 44.       | kiesett  | kiesett  |
| Olena Saparna | Egyéni összetett | 57,336    | 85.       | kiesett  | kiesett  |
| Olha Teszlenko | Felemás korlát   | 19,437    | 16.*      | kiesett  | kiesett  |
| Olha Teszlenko | Gerenda          | 19,175    | 10.       | 9,625    | 5.       |
| Olha Teszlenko | Egyéni összetett | 38,612    | 96.       | kiesett  | kiesett  |
| Lilija Podkopajeva Szvitlana Zelepukina Ljubov Seremeta Hanna Mirhorodszka Okszana Knyizsnyik Olena Saparna Olha Teszlenko | Csapat összetett |           |           | 192,308  | 5.       |

* - egy másik versenyzővel azonos eredményt ért el

** - két másik versenyzővel azonos eredményt ért el

*** - három másik versenyzővel azonos eredményt ért el

### Ritmikus gimnasztika
| Versenyző               | Versenyszám | Selejtező | Selejtező | Elődöntő | Elődöntő | Döntő  | Döntő    |
| Versenyző               | Versenyszám | Pont      | Hely.     | Pont     | Hely.    | Pont   | Helyezés |
| ----------------------- | ----------- | --------- | --------- | -------- | -------- | ------ | -------- |
| Katerina Szerebrjanszka | Egyéni      | 39,113    | 2.        | 39,332   | 1.       | 39,683 |          |
| Olena Vitricsenko       | Egyéni      | 39,200    | 1.        | 39,266   | 2.       | 39,331 |          |

## Úszás
Férfi
| Versenyző                                                                    | Versenyszám            | Előfutam | Előfutam | Előfutam | Döntő   | Döntő   | Döntő   | Helyezés |
| Versenyző                                                                    | Versenyszám            | Idő      | Hely.    | Össz.    | Típus   | Idő     | Hely.   | Helyezés |
| ---------------------------------------------------------------------------- | ---------------------- | -------- | -------- | -------- | ------- | ------- | ------- | -------- |
| Jurij Vlaszov                                                                | 50 m gyors             | 22,77    | 5.       | 12.      | B       | 22,82   | 3.      | 11.      |
| Pavlo Hnikin                                                                 | 50 m gyors             | 22,91    | 5.       | 17.      | kiesett | kiesett | kiesett | kiesett  |
| Pavlo Hnikin                                                                 | 100 m pillangó         | 53,25    | 2.       | 3.       | A       | 53,58   | 8.      | 8.       |
| Pavlo Hnikin                                                                 | 100 m gyors            | 49,69    | 3.       | 6.       | A       | 49,65   | 6.      | 6.       |
| Rosztiszlav Szvanidze                                                        | 100 m gyors            | 50,31    | 5.       | 16.      | B       | 50,43   | 6.      | 14.      |
| Ihor Sznyitko                                                                | 400 m gyors            | 3:55,67  | 6.       | 15.      | B       | 3:54,63 | 4.      | 12.      |
| Ihor Sznyitko                                                                | 1500 m gyors           | 15:31,40 | 5.       | 15.      | kiesett | kiesett | kiesett | kiesett  |
| Denisz Zavhorodnij                                                           | 1500 m gyors           | 15:46,79 | 7.       | 24.      | kiesett | kiesett | kiesett | kiesett  |
| Denisz Zavhorodnij                                                           | 200 m gyors            | 1:58,67  | 8.       | 42.      | kiesett | kiesett | kiesett | kiesett  |
| Volodimir Nyikolajcsuk                                                       | 100 m hát              | 56,71    | 2.*      | 19.*     | kiesett | kiesett | kiesett | kiesett  |
| Olekszandr Dzsaburija                                                        | 100 m mell             | 1:02,70  | 3.       | 13.      | B       | 1:02,91 | 5.      | 13.      |
| Dmitro Ivanusza                                                              | 200 m mell             | 2:17,54  | 7.       | 22.      | kiesett | kiesett | kiesett | kiesett  |
| Denisz Szilantyjev                                                           | 100 m pillangó         | 54,33    | 5.       | 18.      | kiesett | kiesett | kiesett | kiesett  |
| Denisz Szilantyjev                                                           | 200 m pillangó         | 1:58,04  | 1.       | 2.       | A       | 1:58,37 | 6.      | 6.       |
| Szerhij Szerhejev                                                            | 200 m vegyes           | 2:06,30  | 7.       | 23.      | kiesett | kiesett | kiesett | kiesett  |
| Olekszandr Dzsaburija Pavlo Hnikin Volodimir Nyikolajcsuk Denisz Szilantyjev | 4 × 100 m vegyes váltó | 3:42,29  | 1.       | 9.       | kiesett | kiesett | kiesett | kiesett  |

Női
| Versenyző            | Versenyszám    | Előfutam | Előfutam | Előfutam | Döntő   | Döntő        | Döntő        | Helyezés     |
| Versenyző            | Versenyszám    | Idő      | Hely.    | Össz.    | Típus   | Idő          | Hely.        | Helyezés     |
| -------------------- | -------------- | -------- | -------- | -------- | ------- | ------------ | ------------ | ------------ |
| Olena Lapunova       | 200 m gyors    | 2:04,07  | 7.       | 21.      | kiesett | kiesett      | kiesett      | kiesett      |
| Olena Lapunova       | 200 m vegyes   | 2:20,76  | 8.       | 29.      | kiesett | kiesett      | kiesett      | kiesett      |
| Szvitlana Bondarenko | 100 m mell     | 1:09,79  | 3.       | 7.       | A       | 1:09,21      | 4.           | 4.           |
| Szvitlana Bondarenko | 200 m mell     | 2:32,42  | 4.       | 16.      | B       | visszalépett | visszalépett | visszalépett |
| Natalija Zolotuhina  | 100 m pillangó | 1:02,18  | 1.       | 20.      | kiesett | kiesett      | kiesett      | kiesett      |
| Natalija Zolotuhina  | 200 m pillangó | 2:16,68  | 1.       | 20.      | kiesett | kiesett      | kiesett      | kiesett      |

* - egy másik versenyzővel azonos eredményt ért el

## Vitorlázás
Férfi
| Versenyző                         | Versenyszám     | Futam | Futam | Futam | Futam | Futam | Futam | Futam | Futam | Futam | Futam | Futam | Pontszám | Helyezés |
| Versenyző                         | Versenyszám     | 1     | 2     | 3     | 4     | 5     | 6     | 7     | 8     | 9     | 10    | 11    | Pontszám | Helyezés |
| --------------------------------- | --------------- | ----- | ----- | ----- | ----- | ----- | ----- | ----- | ----- | ----- | ----- | ----- | -------- | -------- |
| Makszim Oberemko                  | Szörfvitorlázás | 20    | (31)  | 21    | 17    | 26    | (38)  | 12    | 30    | 24    |       |       | 150,0    | 25.      |
| Jurij Tokovi                      | Finn dingi      | 2     | (20)  | (22)  | 14    | 16    | 5     | 17    | 9     | 10    | 18    |       | 91,0     | 17.      |
| Jevhen Braszlavec Ihor Matvijenko | 470-es osztály  | 2     | 2     | 3     | 1     | (16)  | 5     | 1     | 9     | 10    | 7     | (37*) | 40,0     |          |

Női
| Versenyző                      | Versenyszám    | Futam | Futam | Futam | Futam | Futam | Futam | Futam | Futam | Futam | Futam | Futam | Pontszám | Helyezés |
| Versenyző                      | Versenyszám    | 1     | 2     | 3     | 4     | 5     | 6     | 7     | 8     | 9     | 10    | 11    | Pontszám | Helyezés |
| ------------------------------ | -------------- | ----- | ----- | ----- | ----- | ----- | ----- | ----- | ----- | ----- | ----- | ----- | -------- | -------- |
| Ruszlana Taran Olena Paholcsik | 470-es osztály | 1     | 5     | 4     | 9     | (12)  | 8     | (18)  | 1     | 4     | 4     | 2     | 38,0     |          |

Nyílt
| Versenyző                          | Versenyszám | Futam | Futam | Futam | Futam | Futam | Futam | Futam | Futam | Futam | Futam | Futam  | Pontszám | Helyezés |
| Versenyző                          | Versenyszám | 1     | 2     | 3     | 4     | 5     | 6     | 7     | 8     | 9     | 10    | 11     | Pontszám | Helyezés |
| ---------------------------------- | ----------- | ----- | ----- | ----- | ----- | ----- | ----- | ----- | ----- | ----- | ----- | ------ | -------- | -------- |
| Rogyion Luka                       | Laser       | 27    | 34    | 43    | 37    | (44)  | 34    | 3     | 23    | 36    | 37    | (57**) | 274,0    | 35.      |
| Szerhij Prijmak Jevhen Cselombitko | Tornádó     | 6     | 13    | 14    | 15    | 15    | 13    | 13    | (17)  | 14    | 15    | (18)   | 118,0    | 17.      |

| Versenyző                                             | Versenyszám | Futam | Futam | Futam | Futam | Futam | Futam | Futam | Futam | Futam | Futam | Futam | Futam | Negyeddöntő       | Elődöntő          | Döntő             | Helyezés |
| Versenyző                                             | Versenyszám | 1     | 2     | 3     | 4     | 5     | 6     | 7     | 8     | 9     | 10    | Pont  | Hely. | Ellenfél Eredmény | Ellenfél Eredmény | Ellenfél Eredmény | Helyezés |
| ----------------------------------------------------- | ----------- | ----- | ----- | ----- | ----- | ----- | ----- | ----- | ----- | ----- | ----- | ----- | ----- | ----------------- | ----------------- | ----------------- | -------- |
| Szerhij Picsuhin Szerhij Hajndrava Volodimir Korotkov | Soling      | (23)  | 3     | 1     | 15    | 6     | (18)  | 18    | 5     | 9     | 2     | 59    | 7.    | kiesett           | kiesett           | kiesett           | 7.       |

* - nem indult

** - kizárták

## Vívás
Férfi
| Versenyző            | Versenyszám  | Selejtező                   | 32-es főtábla                           | Nyolcaddöntő                 | Negyeddöntő                           | Elődöntő          | Bronz- mérkőzés   | Döntő             | Helyezés |
| Versenyző            | Versenyszám  | Ellenfél Eredmény           | Ellenfél Eredmény                       | Ellenfél Eredmény            | Ellenfél Eredmény                     | Ellenfél Eredmény | Ellenfél Eredmény | Ellenfél Eredmény | Helyezés |
| -------------------- | ------------ | --------------------------- | --------------------------------------- | ---------------------------- | ------------------------------------- | ----------------- | ----------------- | ----------------- | -------- |
| Szerhij Holubickij   | Tőr, egyéni  | erőnyerő                    | Kim Jongguk (Kim Yong-guk) (KOR) · 15–4 | Je Csung (CHN) · 15–14       | Lionel Plumenail (FRA) · 13–15        | kiesett           | kiesett           | kiesett           | 6.       |
| Olekszij Brizhalov   | Tőr, egyéni  | Cliff Bayer (USA) · 15–11   | Alessandro Puccini (ITA) · 12–15        | kiesett                      | kiesett                               | kiesett           | kiesett           | kiesett           | 31.      |
| Vadim Hutcajt        | Kard, egyéni | erőnyerő                    | Raúl Peinador (ESP) · 15–13             | Luigi Tarantino (ITA) · 15–9 | Sztanyiszlav Pozdnyakov (RUS) · 14–15 | kiesett           | kiesett           | kiesett           | 6.       |
| Volodimir Kaljuzsnij | Kard, egyéni | Elxan Məmmədov (AZE) · 15–5 | Damien Touya (FRA) · 11–15              | kiesett                      | kiesett                               | kiesett           | kiesett           | kiesett           | 24.      |

Női
| Versenyző         | Versenyszám       | Selejtező                    | 32-es főtábla                 | Nyolcaddöntő                        | Negyeddöntő       | Elődöntő          | Bronz- mérkőzés   | Döntő             | Helyezés |
| Versenyző         | Versenyszám       | Ellenfél Eredmény            | Ellenfél Eredmény             | Ellenfél Eredmény                   | Ellenfél Eredmény | Ellenfél Eredmény | Ellenfél Eredmény | Ellenfél Eredmény | Helyezés |
| ----------------- | ----------------- | ---------------------------- | ----------------------------- | ----------------------------------- | ----------------- | ----------------- | ----------------- | ----------------- | -------- |
| Viktorija Tyitova | Párbajtőr, egyéni | erőnyerő                     | Joanna Jakimiuk (POL) · 15–4  | Laura Flessel-Colovic (FRA) · 11–15 | kiesett           | kiesett           | kiesett           | kiesett           | 13.      |
| Jeva Vibornova    | Párbajtőr, egyéni | Mariette Schmit (LUX) · 15–8 | Eva-Maria Ittner (GER) · 7–15 | kiesett                             | kiesett           | kiesett           | kiesett           | kiesett           | 23.      |

## Vízilabda
| Ukrán férfi vízilabdacsapat-játékoskeret                                                                                                  | Ukrán férfi vízilabdacsapat-játékoskeret                                                                                 |
| --- | --- |
| - Dmitro Andrijev - Ihor Horbacs - Vadim Kebalo - Vitalij Halcsaickij - Vjacseszlav Kosztanda - Andriy Kovalenko - Olekszandr Potulnickij | - Vadim Rozsdesztvenszkij - Vadim Szkuratov - Anatolij Szolodun - Dmitrij Sztratan - Oleh Volodimirov - Olekszij Jehorov |

### Eredmények
Csoportkör
B csoport
| Csapat                 | M | Gy | D | V | G+ | G– | Gk  | P  |
| ---------------------- | - | -- | - | - | -- | -- | --- | -- |
| Olaszország (ITA)      | 5 | 5  | 0 | 0 | 48 | 38 | +10 | 10 |
| Egyesült Államok (USA) | 5 | 4  | 0 | 1 | 45 | 37 | +8  | 8  |
| Horvátország (CRO)     | 5 | 3  | 0 | 2 | 51 | 39 | +12 | 6  |
| Görögország (GRE)      | 5 | 2  | 0 | 3 | 37 | 38 | –1  | 4  |
| Románia (ROU)          | 5 | 0  | 1 | 4 | 31 | 45 | –14 | 1  |
| Ukrajna (UKR)          | 5 | 0  | 1 | 4 | 33 | 48 | –15 | 1  |

| 1996. július 20. 18:20 | Ukrajna (UKR)        | 6–6 | Románia (ROU) | Játékvezetők: Eugenio Martinez (CUB), Kosztolánczy György (HUN) |
| 1996. július 20. 18:20 | (0–1, 2–1, 0–2, 4–2) |     |               | Játékvezetők: Eugenio Martinez (CUB), Kosztolánczy György (HUN) |
| 1996. július 20. 18:20 | Kovalenko 4          |     | hat játékos 1 | Játékvezetők: Eugenio Martinez (CUB), Kosztolánczy György (HUN) |

| 1996. július 21. 18:20 | Olaszország (ITA)    | 8–6 | Ukrajna (UKR)            | Játékvezetők: Miroslav Radenovic (YUG), Danie Legare (CAN) |
| 1996. július 21. 18:20 | (2–2, 4–1, 1–1, 1–2) |     |                          | Játékvezetők: Miroslav Radenovic (YUG), Danie Legare (CAN) |
| 1996. július 21. 18:20 | Bencivenga, Silipo 2 |     | Potulnickij, Kovalenko 2 | Játékvezetők: Miroslav Radenovic (YUG), Danie Legare (CAN) |

| 1996. július 22. 22:00 | Ukrajna (UKR)        | 7–9 | Egyesült Államok (USA) | Játékvezetők: Wilhelm Keman (NED), Robert Tellegen (NED) |
| 1996. július 22. 22:00 | (1–1, 2–1, 3–5, 1–2) |     |                        | Játékvezetők: Wilhelm Keman (NED), Robert Tellegen (NED) |
| 1996. július 22. 22:00 | Kovalenko 3          |     | Humbert 3              | Játékvezetők: Wilhelm Keman (NED), Robert Tellegen (NED) |

| 1996. július 23. 18:20 | Ukrajna (UKR)        | 8–16 | Horvátország (CRO) | Játékvezetők: Rolf Ludecke (GER), Kazuhito Wakabayashi (JPN) |
| 1996. július 23. 18:20 | (0–3, 1–3, 1–4, 6–6) |      |                    | Játékvezetők: Rolf Ludecke (GER), Kazuhito Wakabayashi (JPN) |
| 1996. július 23. 18:20 | Szkuratov 3          |      | Kržić 3            | Játékvezetők: Rolf Ludecke (GER), Kazuhito Wakabayashi (JPN) |

| 1996. július 24. 15:00 | Görögország (GRE)    | 9–6 | Ukrajna (UKR) | Játékvezetők: Peter Kerr (AUS), Kosztolánczy György (HUN) |
| 1996. július 24. 15:00 | (0–0, 2–1, 4–1, 3–4) |     |               | Játékvezetők: Peter Kerr (AUS), Kosztolánczy György (HUN) |
| 1996. július 24. 15:00 | Mavrotász 3          |     | Kovalenko 2   | Játékvezetők: Peter Kerr (AUS), Kosztolánczy György (HUN) |

A 9–12. helyért
| Csapat            | M | Gy | D | V | G+ | G– | Gk  | P |
| ----------------- | - | -- | - | - | -- | -- | --- | - |
| Németország (GER) | 3 | 3  | 0 | 0 | 29 | 16 | +13 | 6 |
| Hollandia (NED)   | 3 | 1  | 1 | 1 | 25 | 26 | –1  | 3 |
| Románia (ROU)     | 3 | 1  | 0 | 2 | 25 | 28 | –3  | 2 |
| Ukrajna (UKR)     | 3 | 0  | 1 | 2 | 21 | 30 | –9  | 1 |

| 1996. július 26. 11:00 | Németország (GER)      | 10–4 | Ukrajna (UKR) | Játékvezetők: Zeljko Klaric (CRO), Miroslav Radenovic (YUG) |
| 1996. július 26. 11:00 | (3–0, 3–1, 1–1, 3–2)   |      |               | Játékvezetők: Zeljko Klaric (CRO), Miroslav Radenovic (YUG) |
| 1996. július 26. 11:00 | Erjavec, Klingenberg 2 |      | Sztratan 2    | Játékvezetők: Zeljko Klaric (CRO), Miroslav Radenovic (YUG) |

| 1996. július 27. 12:40 | Románia (ROU)        | 11–8 | Ukrajna (UKR)                 | Játékvezetők: Kosztolánczy György (HUN), Salvatore Merola (ITA) |
| 1996. július 27. 12:40 | (2–0, 4–3, 3–2, 2–3) |      |                               | Játékvezetők: Kosztolánczy György (HUN), Salvatore Merola (ITA) |
| 1996. július 27. 12:40 | Hagiu 4              |      | Szolodun, Rozsdesztvenszkij 2 | Játékvezetők: Kosztolánczy György (HUN), Salvatore Merola (ITA) |

| 1996. július 28. 08:00 | Hollandia (NED)      | 9–9 | Ukrajna (UKR) | Játékvezetők: Daniel Legare (CAN), Kazuhito Wakabayashi (JPN) |
| 1996. július 28. 08:00 | (1–2, 5–1, 2–3, 1–3) |     |               | Játékvezetők: Daniel Legare (CAN), Kazuhito Wakabayashi (JPN) |
| 1996. július 28. 08:00 | Havenga 3            |     | Szolodun 3    | Játékvezetők: Daniel Legare (CAN), Kazuhito Wakabayashi (JPN) |

| Csapat        | Helyezés |
| ------------- | -------- |
| Ukrajna (UKR) | 12.      |